# Bill Shorthouse
William Henry „Bill“ Shorthouse (* 27. Mai 1922 in Bilston; † 6. September 2008 in Wolverhampton) war ein englischer Fußballspieler. Der als „Baron“ bekannte langjährige Abwehrspieler bestritt seine gesamte aktive Karriere für die Wolverhampton Wanderers und gewann mit den „Wolves“ 1949 den FA Cup sowie fünf Jahre später die englische Meisterschaft.

## Sportliche Laufbahn
Der in Bilston – südöstlich von Wolverhampton in der Grafschaft Staffordshire gelegen – geborene Bill Shorthouse besuchte im nahegelegenen Bradley die St. Martin’s School, bevor er als Soldat in den Zweiten Weltkrieg zog. Dort diente er bei den Royal Engineers und nahm 1944 an der alliierten Invasion in der Normandie teil, wo er am Arm verwundet wurde. Nach dem Ende der Kampfhandlungen kehrte er zu den Wolverhampton Wanderers zurück, für die er bereits seit 1941 auf Amateurbasis gespielt hatte.
Shorthouse agierte zunächst als Außenverteidiger auf der linken Seite, feierte aber erst nach seinem Wechsel auf die zentrale Abwehrposition (als „Centre-half“) seinen sportlichen Durchbruch. Das erste Ligaspiel absolvierte er am 23. August 1947 zum Auftakt der Saison 1947/48, der mit einer 3:4-Niederlage bei Manchester City endete. Knapp zwei Jahre später gewann er seinen den Titel, als er mit seiner Mannschaft im FA-Cup-Endspiel im Wembley-Stadion gegen Leicester City mit 3:1 siegreich war. Aus Shorthouse war mittlerweile ein Führungsspieler geworden und er war Bestandteil einer Defensivreihe, die spätestens seit 1948 unter der Regie von Stan Cullis aufgrund ihrer körperlichen Robustheit bei gegnerischen Angriffsformationen gefürchtet war. Der aufgrund seiner „erhaben“ wirkenden Spielweise „Baron“ genannte Nichtraucher und -trinker errang 1950 punktgleich hinter dem FC Portsmouth die Vizemeisterschaft und kam dabei gelegentlich alternativ auf beiden Außenbahnen zum Einsatz. 
Zur Mitte der 1950er-Jahre befand sich Shorthouse mit den „Wolves“ auf dem vorläufigen Höhepunkt des Schaffens und Beweis dafür war nach einem dritten Platz in der Spielzeit 1952/53 der Gewinn der ersten englischen Meisterschaft in der Vereinsgeschichte ein Jahr später. Dazu kamen Freundschaftsspiele (sogenannte „Flutlichtspiele“) gegen renommierte Gegner vom europäischen Festland. Dazu zählten Dynamo Moskau und vor allem Honvéd Budapest, das einen Großteil der „Goldenen Elf“ stellte, die die englische Nationalmannschaft kurze Zeit zuvor mit zwei deutlichen Siegen (6:3 und 7:1) gedemütigt hatte. Beim 3:2-Prestigesieg gegen Honvéd fiel Shorthouse die Aufgabe zu, als Linksverteidiger den schnellen Flügelspieler László Budai zu bewachen; er löste diese Aufgabe, indem er seine Stärken im Zweikampf und in der Ausdauer entgegenhielt.
Da Billy Wright in der Folgezeit seine Rolle als Außenläufer aufgab und selbst die zentrale Abwehrposition beanspruchte, wich Shorthouse dauerhaft auf die linke Außenbahn aus. In diesem neuen Verbund belegten die Wolves in der Saison 1955/56 den dritten Rang und nach neun weiteren Partien zu Beginn der Spielzeit 1956/57 fiel der Mittdreißiger nach einer Verletzung dem Generationenwechsel zum Opfer – der 13 Jahre jüngere Gerry Harris eroberte sich in der Zwischenzeit Shorthouses Stammplatz. Nach insgesamt 376 Pflichtspielen beendete Shorthouse nach dem Ende der Saison seine Laufbahn. Sein einziges Tor hatte er am 12. November 1955 zum 2:0-Sieg gegen Charlton Athletic erzielt. Dass er als langjährige Abwehrstütze in einer der besten englischen Mannschaften der 1950er zu keinem Länderspiel für England kam, galt bei vielen Zeitgenossen als rätselhaft und nicht wenige Experten befanden ihn im Vergleich zu den ihm vorgezogenen Akteure als gleichwertig. Den Anhängern der Wolves blieb er vor allem aufgrund seiner Robustheit und Zuverlässigkeit in Erinnerung; wegen seiner Bereitschaft zur Unterordnung hinter technisch beschlageneren Mitspielern war er geschätzt.

## Nach der aktiven Karriere
Shorthouse arbeitete anschließend im Trainerstab der „Wolves“ und später unter seinem früheren Trainer Stan Cullis für Birmingham City. Gemeinsam mit Don Dorman betreute er zwischen März und Mai 1970 auf Interimsbasis die Profimannschaft in Birmingham, nachdem Cullis zuvor den Verein verlassen hatte. Zwischen 1970 und 1971 war er für die englische Jugendnationalmannschaft aktiv und gewann 1980 mit den Nachwuchsspielern von Aston Villa den FA Youth Cup.
Im Jahr 1988 war er an der von Billy Wright initiierten Errichtung einer Ex-Spieler-Vereinigung der Wolves („Wolverhampton Wanderers Former Players Association“) beteiligt und war lange Zeit aktives Mitglied. Im Alter von 86 Jahren starb der zuletzt an Demenz leidende Shorthouse in einem Pflegeheim in Penn Field, einem Stadtteil von Wolverhampton.

## Erfolge
- Englischer Meister: 1954
- Englischer Pokalsieger: 1949